# Gurnwandkopf
Il Gurnwandkopf  è una montagna alta 1 961  m sul  livello del mare.  Appartiene alle Alpi del Chiemgau e, grazie alle sue pareti del Wetterstein, è una cima molto caratteristica sitra tra il comune Ruhpolding e quello di Reit im Winkl. Il suo vicino orientale è l' Hörndlwand, alto 1 684 m. La montagna sorge direttamente su un cratere molto importante.

## Geografia
Il Gurnwandkopf, spesso chiamato semplicemente Gurnwand, forma insieme all'Hörndlwand un massiccio montuoso con andamento est-nord-est nel sud-ovest del comune di Ruhpolding. Questo massiccio comprende anche l' Hochkienberg a sud, il Seehauser Kienberg e lo Schlösselschneid (1 416 m) più a est. Il Gurnwandkopf è separato dall'Hochkienberg dall'Elsental, un'alta valle carsica a un'altitudine di circa 1 400 -1 500 metri. I confini naturali della catena montuosa sono, a sud-ovest, la valle del Grosser Wappbach , che sfocia nel Weitsee (separandolo dal massiccio dell'Hochscharten, alto 1 474 metri ), a ovest e nord-ovest il fondovalle della Röthelmoosalm e a nord il Sulzenmoosgraben. Sul versante meridionale si estende la zona dei tre laghi con il Weitsee, il Mittersee e il Lödensee, verso i quali scendono ripidamente l'Hochkienberg e il Seehauser Kienberg. A est si erge l'Hörndlwand, separato dal Gurnwandkopf dalla cresta Hörndlwandscharte. Circa 500 metri a sud della vetta, a un'altitudine di 1 520 metri, si trova l' Hochkienbergalm. Il Gurnwandkopf è una splendida montagna con vista, in particolare sulla catena del Wetterstein (Hörndlwand– Rauschberg– Hochstaufen), sul Sonntagshorn e sul Dürrnbachhorn, sulla Steinplatte, sulla Reiter Alm e sul Watzmann, sui Loferer Steinberge, sui Monti del Kaiser, sul Geigelstein, sull'Hochgern e sull'Hochfelln.

## Accesso
Il Gurnwandkopf è solitamente raggiungibile da Seehaus o dalla zona dei Tre Laghi. Da Seehaus, la scalata principale dell'Hörndlwand avviene principalmente attraverso la valle Ostertal o attraverso la malga Hörndlalm e il sentiero Jägersteig. Entrambi i percorsi raggiungono la sella a 1 630 metri tra l'Hörndlwand e il Gurnwandkopf. La cima, ricoperta di pini mughi e in leggera pendenza verso sud, può essere facilmente scalata da qui attraverso sentieri. Leggermente arretrata rispetto alla cima principale di 1 691 metri con la croce e il libro di vetta, si trova la cima orientale con la croce di Obinger. Le salite dalla zona dei Tre Laghi passano tutte per la malga Hochkienbergalm e, dopo aver attraversato il terreno relativamente pianeggiante e aperto del massiccio sommitale, raggiungono la sella presso l'Hörndlwandscharte. I punti di partenza sono i parcheggi di Lödensee o del Weitsee. Una variante occidentale, poco frequentata, inizia nella valle Grosses Wappbachtal, all'estremità meridionale della malga Röthelmoosalm. Dopo aver raggiunto una sorgente a 1 019 metri, il sentiero attraversa sotto il versante nord dello sperone occidentale, nei suoi ghiaioni, attraverso serpentine fino alla malga Hochkienbergalm, per poi proseguire fino alla vetta.

## Attività minerarie
Il Gurnwandkopf  simile al Rauschberg o all'Hochstaufen, mostra tracce di mineralizzazione nel calcare del Wetterstein. A ovest dell'Hochkienbergalm, una galleria mineraria abbandonata, il cosiddetto Goldloch, si trova nel calcare del Wetterstein superiore. Secondo le informazioni di Mathias von Flurl del 1792,  fu probabilmente costruita nei primi anni del XVIII secolo da contadini di Wössen per estrarre la galena e la sfalerite. Il livello stratigrafico della galleria si trova al massimo 100 metri sotto gli strati di Raibler, che sono stati rimossi dall'erosione.